# Agbanou (Benin)
Agbanou ist ein Arrondissement im Departement Atlantique in Benin. Es ist eine Verwaltungseinheit, die der Gerichtsbarkeit der Kommune Allada untersteht.

## Demografie und Verwaltung
Gemäß der Volkszählung von 2013 hatte Agbanou 11.480 Einwohner, davon waren 5515 männlich und 5965 weiblich.
Das Arrondissement Agbanou setzt sich aus 13 Dörfern zusammen:
1. Acclohoué
2. Agbanou
3. Agondokpoé
4. Agongblamey
5. Attotinga
6. Gbéta
7. Gounontomey
8. Goussikpota
9. Lokokpa
10. Tègbo
11. Tokpa-Avagoudo
12. Wadon
13. Zounta